# 東德
德意志民主共和國（缩写作），简称民主德国（民德）或東德是1949年至1990年间存在的一个中欧社会主义国家。1949年10月7日在德国苏占区成立，首都为东柏林。民主德国位于现今德国的东北部，面积为107,771平方公里，与捷克斯洛伐克、德意志联邦共和国（西德）、波兰接壤，北部为波罗的海。1990年10月3日併入西德完成两德统一後終結。
民主德国执政党是德国统一社会党，其他政党组织通过德国统一社会党领导的“民主集团”和“全国阵线”参与政治活动。冷战期间，西方國家视德意志民主共和国為苏联的一个卫星国。1948年，苏联占领当局将权力移交给德国的共产党领导人，随后在1949年成立德意志民主共和国。由于建国初期部分人民受西方影响，对国家政治和经济体制不满，遂于1953年发生了六一七事件，苏联驻德部隊参与对暴乱镇压。东德成立初期面临着严重的人口外逃问题，在1950年代有270万东德居民由于政治或经济因素非法越境到西德，但同时亦有部分西德居民前往东德。除建立两德边境外，1961年东德政府更沿西柏林边境修建了柏林墙以阻止东德居民通过西柏林逃往西方。国家教育机构以马克思列宁主义的原则培养社会主义特性的人才。在1989年前，政府由德国统一社会党及联合党派掌握，其对各岗位的干部选拔政策也具有重要的影响力。
德意志民主共和国的经济体系为计划经济，依照有计划的经济政策组织生产并分配消费品。其国民经济高度国有化，对先前的私有企业进行了社会主义改造，并以人民企业、农业生产合作社、贸易组织和手工业生产合作社等集体生产单位替代。隨後1963年解凍期，民主德国提出了“新经济体制”的指导方针，1971年德国统一社会党八大提出了“在高速度发展社会主义生产、提高效益、科技进步和提高劳动生产率的基础上进一步提高人民物质文化生活水平”的方针。此后10年，民主德国劳动生产率平均增长5%，国民收入平均增长4.6%。东德建立了就业保障制度，且与西德相比具有较高的妇女就业率，东德也成为了当时东方阵营中经济最发达的国家。国家对日用消费品采取補貼措施以降低物价，然而国民经济无法满足居民对部分食品和高档消费品的需求，因此不得不通过从西方进口，亦同时增加了国家的债务。
政治以及经济上的長期问题导致东德居民出現不满情绪，在昂纳克拒绝效仿苏联领导人戈尔巴乔夫进行改革后，东德的离境人数开始增加，并爆发了持续的抗议活动。1989年东德发生了一场非暴力的革命，当时戈尔巴乔夫領導的苏联政府拒绝干涉这一事件，最终这场革命结束了统一社会党的一党专政。次年，东德举行了有史以来第一次自由选举，随后通过国际多方协商签订《最终解决德国问题条约》以及多次妥协之后，东德于1990年10月3日併入西德达成兩德統一，德国结束长达近半个世纪（由东西德各自成立到重新统一相隔41年左右，如果从二战后英美法苏分区占领德国开始计算则为约45年）的分裂状态。但直到1994年，苏联西方集群和苏联解体后的俄罗斯驻德集群才撤出前东德地区。

## 称呼
东德的正式名称为德意志民主共和国（Deutsche Demokratische Republik），缩写为DDR，这一缩写形式在东德媒体频繁使用，特别是在1968年东德政府颁布第二版宪法时对西德访客着重宣传。
由于部分西德人质疑东德的主权合法性和宪法，在冷战冲突时有时也使用东部地区（Ostzone）、苏维埃区（Sowjetzone）、潘科（东德领导人居住地，亦以“潘科的领导人”代指东德领导层）指代东德。西方媒体和外交官倾向于使用其他的名字，例如中部德国，这一称呼来自东德位于1937年前德国版图的中部。
使用蘇聯佔領區（Sowjetische Besatzungszone，缩写为SBZ）的人通常意在强调东德缺乏独立的主权，最初西方媒体也使用这一缩写。部分人为了避免使用东德的正式国名有时也会使用东部一词（Ostzone或der Osten），一些东德人也会使用这一名称。
然而，随着时间的推移，西德和其媒体最终也接受了DDR这一缩写，但德语中东德国（Ostdeutschland）对于德国本国人却不常用，因为这通常指代德国前东部领土。
德语中西德国（Westdeutschland）一词通常在日常使用中指代西德。但除西柏林居民外，德国人传统上一般不被认为此词等于德意志联邦共和国。

## 領土範圍及行政區劃
東德的領土範圍，包含今日德國境內梅克伦堡-前波美拉尼亚（羅斯托克）、布蘭登堡（科特布斯）、薩克森（德累斯頓、萊比錫）、薩克森-安哈特與圖林根等邦（州），再加上大柏林地區的東半部。
1952年前，东德的行政区划仍为传统上德国的五个州。1952年，东德开展行政区划改革，解散五州并成立14个区（Bezirke），每個区均以中心城市的名字命名：
| 行政区划名称 | 东德行政区划 |
| --- | ------------ |
| 1. 罗斯托克区 2. 新勃兰登堡区 3. 什未林区 4. 波茨坦区 5. 法兰克福区 6. 马格德堡区 7. 科特布斯区 8. 哈雷区 9. 莱比锡区 10. 爱尔福特区 11. 德累斯顿区 12. 卡尔·马克思城区（1953年前称为开姆尼茨区，1990年恢复原名） 13. 格拉区 14. 苏尔区 15. 柏林区（1961年成立） |              |

### 東西柏林問題
1945年，納粹德國投降後，根據二戰時盟國的有關協定，柏林被蘇美英法四國分區佔領，東柏林為蘇聯佔領，而西柏林则為美英法共同佔領。1948年，東西柏林正式分裂。1948年6月至1949年5月，蘇聯從水陸兩路封鎖西柏林，後解除封鎖。1949年，德意志民主共和國成立，東柏林成為民主德國的首都。但西柏林實際上依然為美英法三國共同控制，雖然聯邦德國基本法和西柏林憲法規定西柏林隸屬於聯邦德國的一個州，但是，西方三國認為該規定同柏林的現實地位不符，宣佈該條款暫不生效，但認為西柏林與聯邦德國間有著「特殊關係」，同意西柏林在司法、經濟、財政、貨幣和社會制度方面同聯邦德國一體化。1961年，為阻隔東德人遷往西德，東德政府在苏联政府授意下，在東柏林的一側修建了舉世聞名的柏林圍牆，直至1989年柏林圍牆倒塌，東德合併到西德。

## 政治
德意志民主共和国的政治可以分为四个历史时期：1949到1961年是社会主义制度的确立时期；1961到1970年柏林墙的修建减少了逃亡行为，东德经历了一段稳定的时期；1971到1985年被称为昂纳克时代，此时民主德国加强了与西德的关系；1985到1989年东德逐步走向衰亡。

### 宪法
东德宪法进行了若干次更改，反映统一社会党的领导和相关的政策，并体现政党和群众团体组织中的“民主集中制”原则。
1949年《德意志民主共和国宪法》第1章，第1条规定：
德国是由德国各州组建的一个不可分割的共和国。
1968年宪法：做出修改以强调社会主义性质和统一社会党的领导作用：
德意志民主共和国是一个德意志民族的社会主义国家，是由工人阶级和马克思列宁主义政党领导的，由城市和乡村中的劳动人民构成的政治实体。
1974年宪法修正案：根据东西德达成的协议，两个德国同时加入联合国，宪法移除了与德意志民族有关的叙述：
德意志民主共和国是一个工农社会主义国家，是由工人阶级和马克思列宁主义政党领导的，由城市和乡村中的劳动人民构成的政治实体。
东德宪法规定部长会议为东德政府的最高行政机关（相当于政府内阁），并为人民议会选举产生。部长们来自国家阵线中的不同党派，但实际上不及统一社会党中央委员会有影响力。

### 政党和组织

统一社会党党旗，中间党徽上的图案意在纪念1946年共产党的威廉·皮克和社会民主党的奥托·格罗提渥在两党合并时的握手

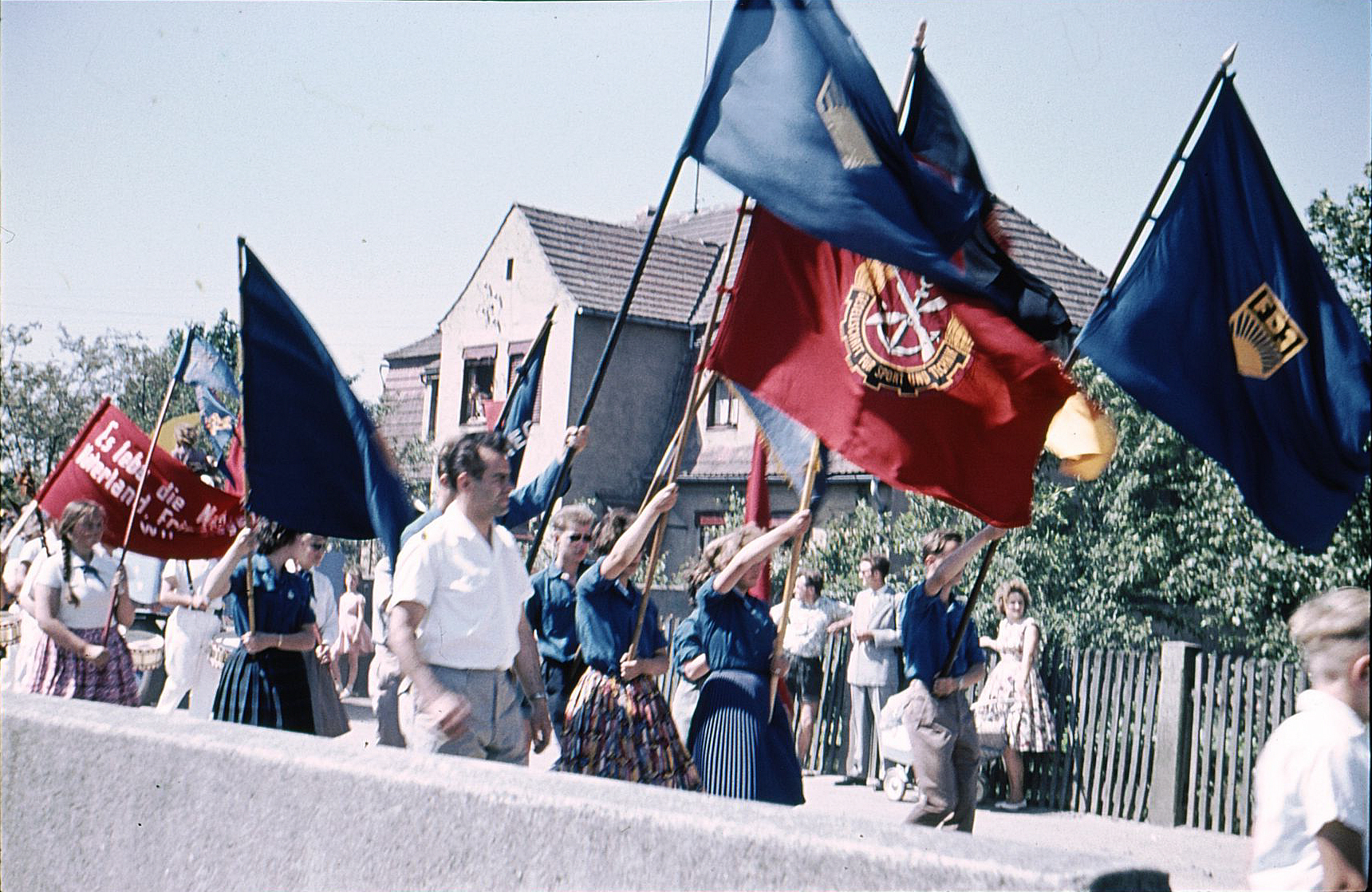
自由德国青年团的游行活动

东德的执政党是统一社会党。这个党在1946年在苏联的指导下由苏占区的德国共产党和德国社会民主党合并而成。波茨坦协定规定苏联须支持建立德国和其他华约国家的民主政体，因此亦允许存在一些非共产主义的政党。所有的东德政党必须在民主德国国家阵线注册登记。除统一社会党以外，在国家阵线注册的政党还有：
- 德国基督教民主联盟，统一后与西德基督教民主联盟合并。
- 德国农民民主党，此党由于农民在经济中的地位而具有特殊意义，统一后与西德基督教民主联盟合并。
- 德国自由民主党，统一后与西德自由民主党合并。
- 德国国家民主党，统一后与西德自由民主党合并。

在德国统一之后，统一社会党更名为“民主社会主义党”，并于西德勞動社會公平黨联合成立德国左派党。
民主德国亦存在许多群众组织，以鼓励整个社会中对政治较少关注的民众参与到统一社会党引导的政治生活中来。这些组织包括：
- 自由德国青年团
- 恩斯特·台尔曼少先队
- 德苏友谊协会
- 德国工会联合会
- 民主德国妇女联合会
- 农民互助协会
- 体育与技术协会
- 文化联盟

### 领导人
| 任次                                                              | 肖像          | 姓名            | 就任日期       | 卸任日期       |
| ----------------------------------------------------------------- | ------------- | --------------- | -------------- | -------------- |
| 德国统一社会党中央委员会主席                                      |               |                 |                |                |
|                                                                   |               | 威廉·皮克       | 1946年4月22日  | 1950年7月25日  |
|                                                                   | 奥托·格罗提渥 |                 | 1946年4月22日  | 1950年7月25日  |
| 德国统一社会党中央委员会总书记 （1953年后改称中央委员会第一书记） |               |                 |                |                |
| 1                                                                 |               | 瓦爾特·烏布利希 | 1950年7月25日  | 1971年5月3日   |
| 德国统一社会党中央委员会主席                                      |               |                 |                |                |
|                                                                   |               | 瓦爾特·烏布利希 | 1971年5月3日   | 1973年8月1日   |
| 德国统一社会党中央委员会总书记 （1976年之前称中央委员会第一书记） |               |                 |                |                |
| 2                                                                 |               | 埃里希·昂纳克   | 1971年5月3日   | 1989年10月18日 |
| 3                                                                 |               | 埃贡·克伦茨     | 1989年10月18日 | 1989年12月3日  |

### 议会和选举

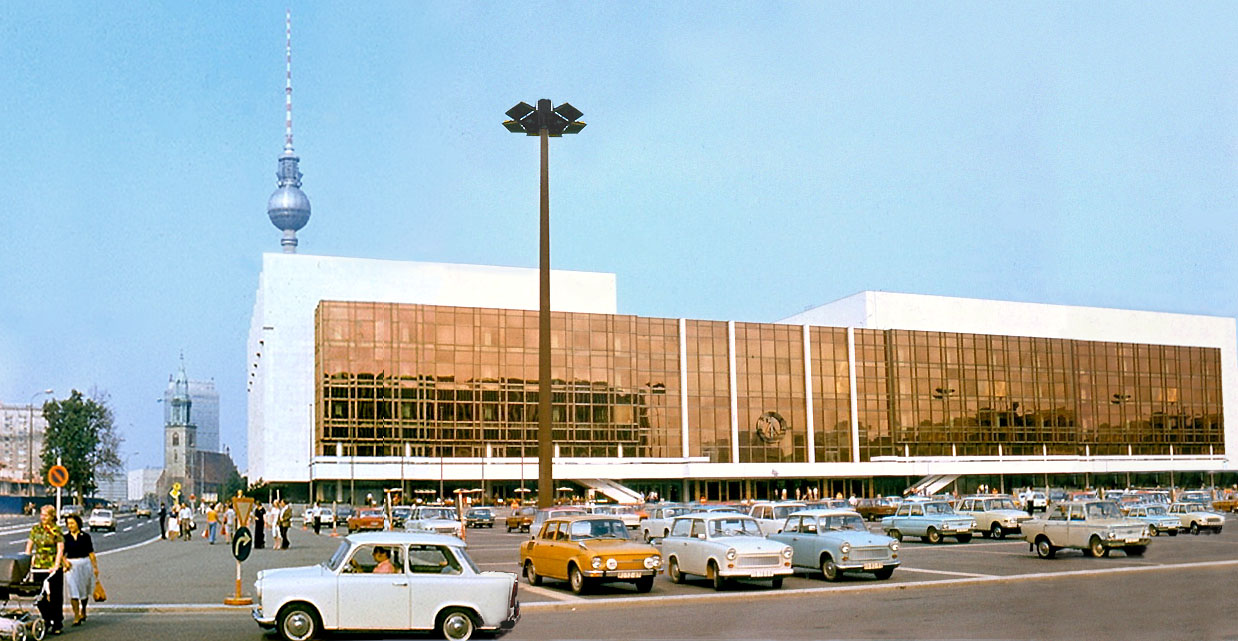
共和国宫，东德人民大会所在地

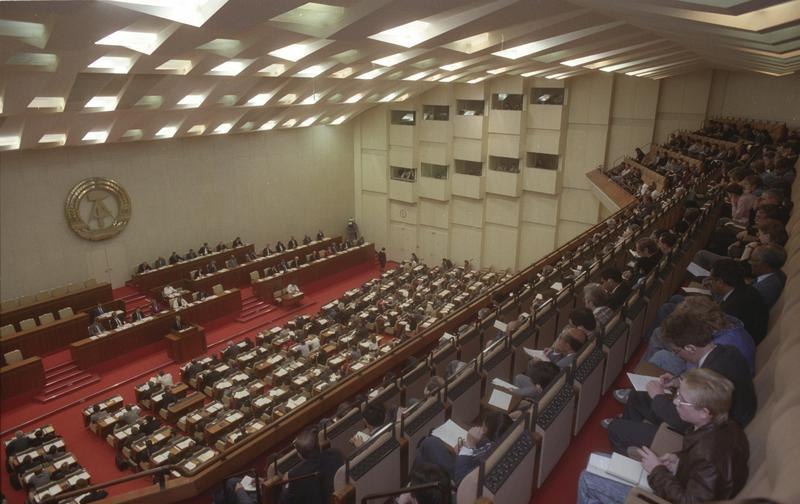
东德人民大会内部

东德的议会被称为人民大会，并存在选举。选举相对简单，选票通常只写有一个候选人名字，选民只需要把选票放入票箱中即表示赞成。只有用笔在候选人名字上划线才能表示反对，且投票时没有任何保密措施。反对的后果通常是严重的：选民可能丢掉工作或是从学校开除，并被史塔西严密监视。
社会组织的代表也在人民大会占有席位，例如自由德国青年团、自由德国贸易联盟和德国民主妇女联盟。
不在人民大会占有席位的东德重要社会团体有德国体育体操协会和人民阵线。另外值得一提的是德苏友谊协会。
德意志民主共和国人民大会中的席位是固定的，共计500席，分配情况如下：
| 党派/组织          | 缩写 | 席位 |
| ------------------ | ---- | ---- |
| 德国统一社会党     | SED  | 127  |
| 德国基督教民主联盟 | CDU  | 52   |
| 德国自由民主党     | LDPD | 52   |
| 德国农民民主党     | DBD  | 52   |
| 德国国家民主党     | NDPD | 52   |
| 自由德国工会联合会 | FDGB | 61   |
| 自由德国青年团     | FDJ  | 37   |
| 民主德国妇女联合会 | DFD  | 32   |
| 民主德国文化联盟   | KB   | 21   |
| 农民互助协会       | VdgB | 14   |

1949年东德曾效法议会民主制将立法机构分为“联邦议会”和“人民议会”的两院制，1952年行政区划调整废除州制后，联邦议会逐步被取消，并于1958年废除。立法机构遂成为人民议会的一院制。

### 妇女和家庭政策
东德妇女和家庭政策的法律依据是1950年通过的《产假和保护妇女儿童权利法》。到1989年为止大约92%妇女参与了工作，这一指标显著超过了西德的数据。妇女就业所对应的女性解放是社会主义思想的一部分，并且可以弥补离开东德的男性技术工人的空缺。然而担任在领导岗位的妇女却并不多。
政府通过建立全面的婴幼儿保健系统促进妇女就业。作为政府的家庭政策，政府将为有孩子的夫妇优先分配专项贷款和住房。1972年《堕胎法》通过后妇女允许在怀孕的前十二个星期内流产，而1973年到1980年间的新生婴儿数目仍上升了三分之一。
在日常生活中妇女需要承担家庭和工作的双重压力。根据1970年的调查，妇女平均每周从事47小时的家务劳动，男子从事约6小时，其他情况约4小时。

### 政治反对者及压制

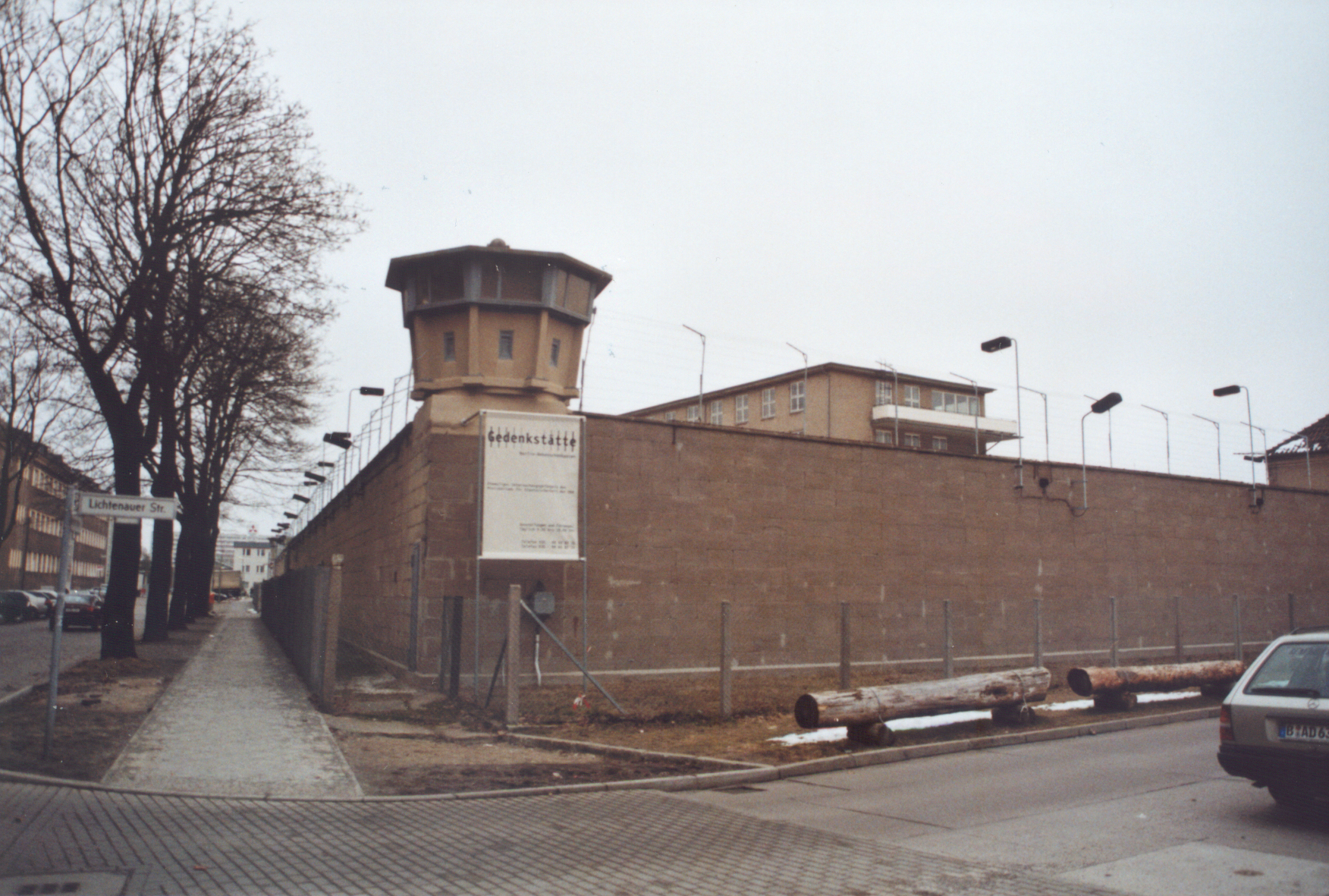
柏林的史塔西拘留中心

东德反对派别（DDR-Opposition）一词指代东德存续四十年中诸多不同形式和目标的异见者。早期对东德反对派通常通过清洗和有选择性地起诉压制。20世纪70年代以来受布拉格之春影响，出现了许多致力于推进人权、和平与裁军以及反对环境污染的反对派团体。许多新教教会为反对派提供支持，为其提供活动场所和印刷工具。
直到1989年秋新论坛成立前，东德的公民权利运动大多旨在促进改革，绝少目的为废除东德政府。但反对派仍受严密监视，特别是国家安全部史塔西（东德居民俗称“听和看公司”）的官方和非官方线人的监视。持不同政见者会因程度不同遭受政治迫害、骚扰或长期监禁，帮助东德居民叛逃西方的人有时会被史塔西据秘密指令绑架。
史塔西在所谓的“拘留中心”（Untersuchungshaftanstalten des MfS）中运用虐待和单独监禁等诸多强制手段使政治犯坦白供认。20世纪60年代后，虐待等酷刑渐渐变得少见，而更多使用心理折磨来拖垮政治犯的意志，这种转变的原因之一是施加心理折磨很难取证。

## 军事

### 国家人民军

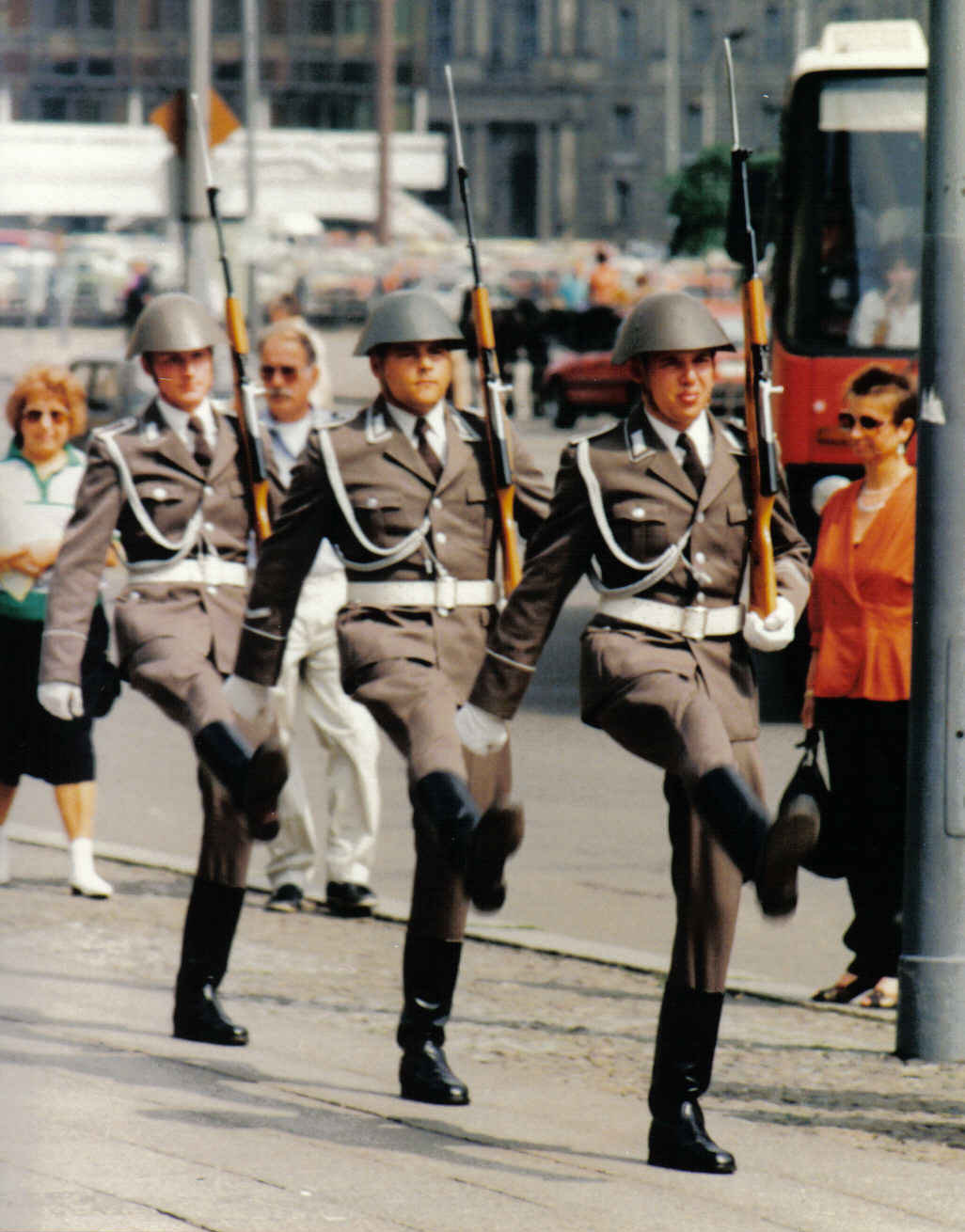
国家人民军在东柏林新岗哨前的换岗仪式

由于东德在美苏冷战中靠近西方的地理位置，东德以国家人民军作為軍隊，其水平在华约中是最为先进的。下分以下四个军种：
1. 地面部隊
2. 人民海軍
3. 航空部隊—防空部队
4. 边防军

每个成年男子必须参加18个月的强制兵役。对于身体原因和由于宗教因素或持异议不能正常服役者，会被送入建筑队（Baueinheiten）。这是1964年东德政府设立的工程建设组织，以回应新教教会所施加的压力。东德武装力量中也包含一些准军事化后备力量，如工人阶级战斗队、德国人民警察以及被称为“党的剑与盾”的国家安全局——史塔西。

### 在东德的苏联驻军

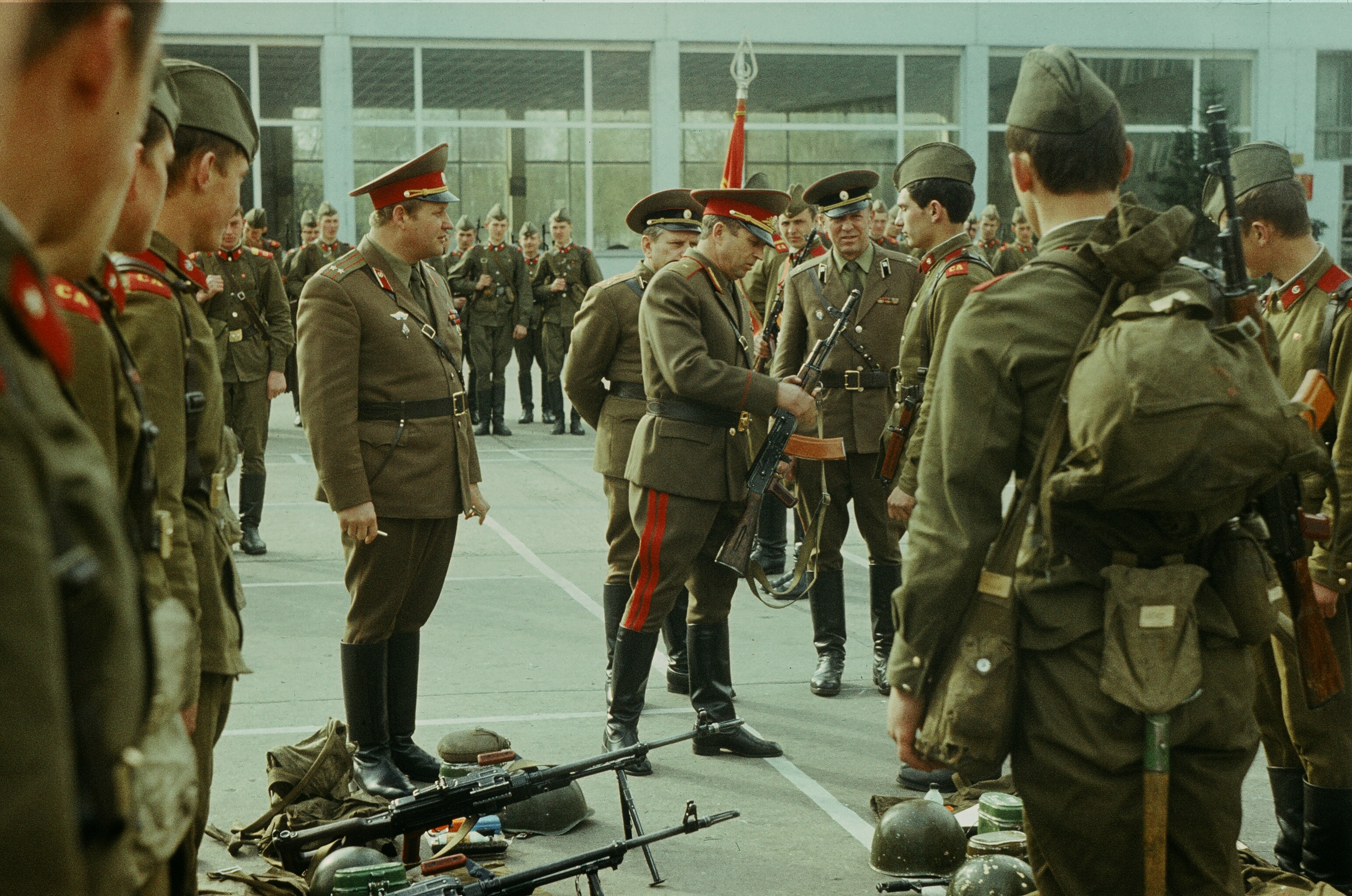
1981年，蘇軍第20近衛聯合武裝集團軍總部參謀長馬特維耶夫少將視察第178獨立摩托化步兵營（178-й омсб），位於東柏林卡爾霍斯特

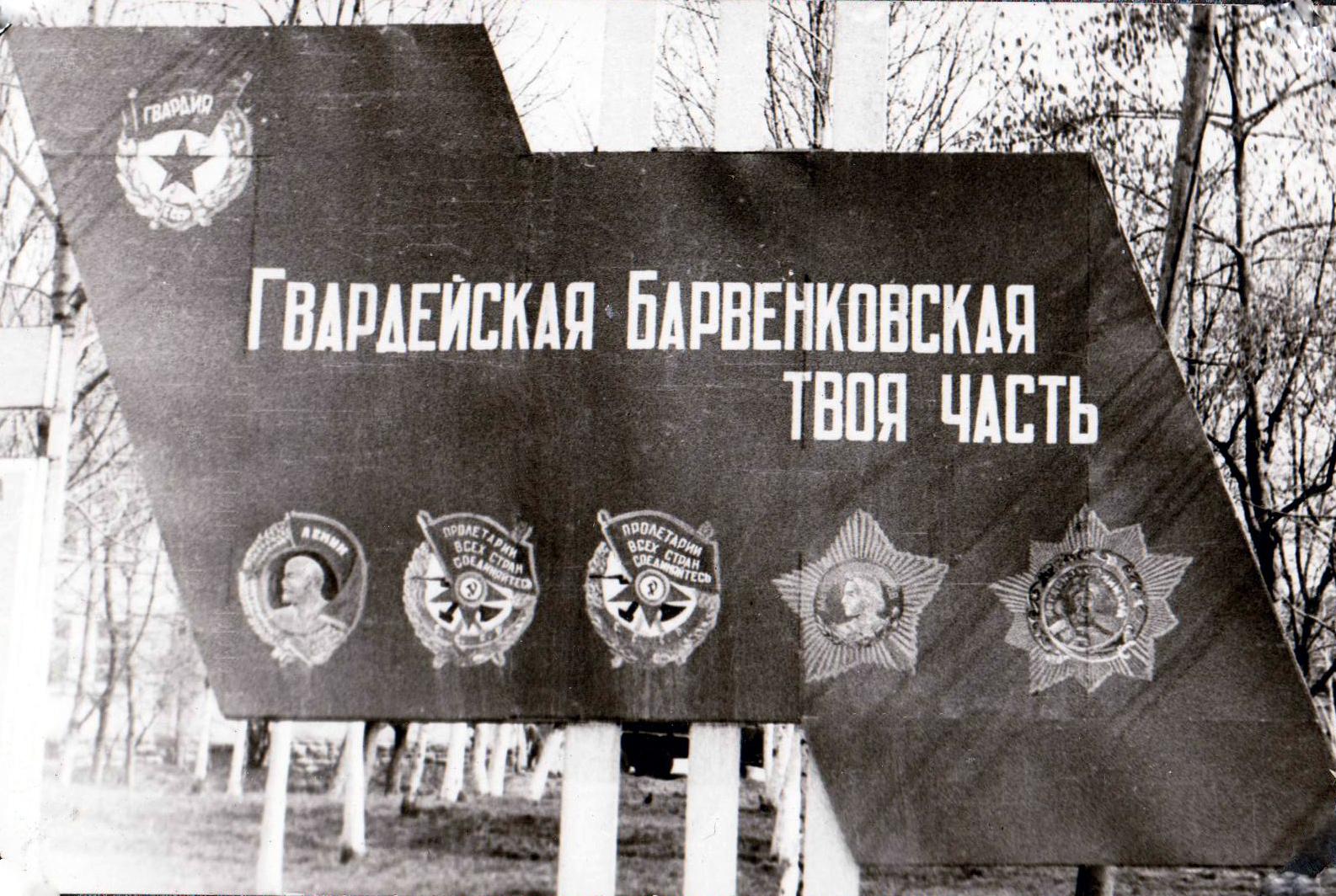
1984年，駐紮於東德奧爾德魯夫的蘇軍第39近衛機動步兵師（39-я гвардейская стрелковая дивизия）

苏联驻德国集团军拥有超过30万的苏联士兵，该集团军来自于苏联占领军，以确保东德军事力量与西方的平衡。苏联驻德国集团军拥有包括核武器在内的进攻性武器。考虑到战争中先发制人的因素，20世纪60年代苏联开始在东德部署核武器。根据戈尔巴乔夫的政策，苏联驻德国集团军于1986年开始撤出东德，1994年全部撤出德国。

## 人口
东德人口从1948年的1,900万减少到了1990年的1,600万，大概400万人口从奧德河-尼斯河線以东迁移而来。人口下降的主要原因是由于移民，在1961年柏林墙修建之前大约四分之一居住在东德领土上的德国人离开了东德，并且自那之后东德的出生率一直很低。但在统一前几年东德的出生率超过了西德。相比而言，在这段时间里东德的邻国波兰的人口从1950年的2,400万增长到了3,800万，为东德人口的两倍。

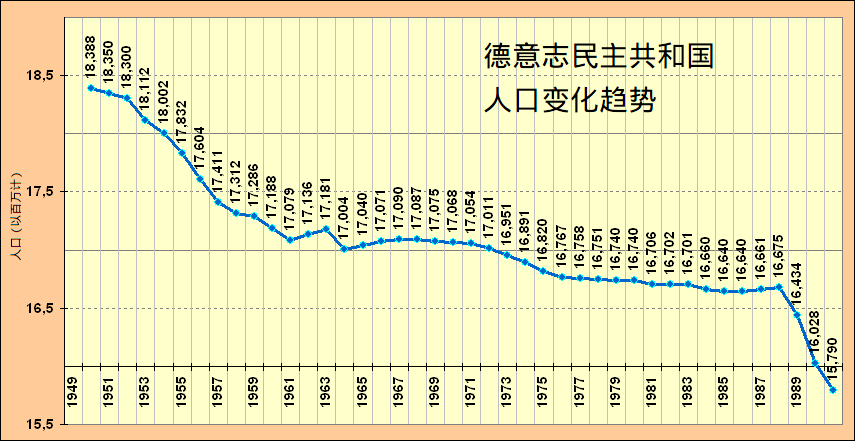

## 經濟

东德经济产业分布

像其他東歐的社會主義國家一樣，東德實行計劃經濟，跟苏联相似，與實行市場經濟或混合經濟的多數西方國家形成鮮明對比。國家建立全面的生產計劃、生產目標、價格，並根據計畫調撥資源。生產方式幾乎完全由國家所擁有。如在1985年，國營企業或集體生產所得產值占國民淨收入的96.7%。居民按照固定的價格購買產品，由國家提供80%的基本供應費用，從食品到住房價格均固定。
德國統一社會黨管理和控制國家的經濟以及社會的各方面，擁有最高的領導地位。在採納總書記的報告並制定了未來的第一個五年計劃（草稿）後，德國統一社會黨開始在國會正式行使它的領導角色。
東德也存在極少量私營部門，但並非毫無意義。1985年，約2.8%的國民生產總值來自私人企業。私營部門包括私有農夫和花匠、獨立工匠、批發商和販商等。個體經濟受“自由職業者”（如藝術家、作家等）的管理，雖然是個體經營，但被政府嚴格調控。1985年在私營經濟中，個體經濟所占比例第一次有了少量增加。根據原東德統計，私有企業主的數目從1984年的大約500人增加到1985年的大約176,800人。某些私營部門的運作對德國統一社會黨和整個社會體系有相當重要的影響。例如，鼓勵私有經濟，提高私有經濟的主動性成為國家用來改善人民生活水準、促進經濟發展的努力方向。
著名的东德出口产品有柏卡牌相机，特拉贝特、瓦爾特堡、IFA工厂出产的汽车，猎枪，六分仪以及腕表。
直到20世纪60年代，东德仍遭受着糖、咖啡之类的基本食物的短缺。一些在西方有亲戚或朋友并且在国家银行有外汇账户的东德人，可以在外汇商店购买西方及出口级别的东德物品。

### 贸易
东德是一个高度工业化的国家，各种商品、食品和原材料依赖进口，且东德货币不能自由兑换。贸易额以百万美元计如下：
| 年份 | 贸易额总计 | 社会主义国家 | 发展中国家 | 资本主义国家 |
| ---- | ---------- | ------------ | ---------- | ------------ |
| 1950 | 3,678      | 2,660        | 14         | 1,004        |
| 1960 | 18,487     | 13,799       | 791        | 3,897        |
| 1970 | 39,597     | 28,340       | 1,601      | 5,346        |
| 1980 | 120,101    | 79,810       | 7,331      | 32,960       |
| 1988 | 177,337    | 122,549      | 5,889      | 48,898       |

### 地方经济

#### 北部地区

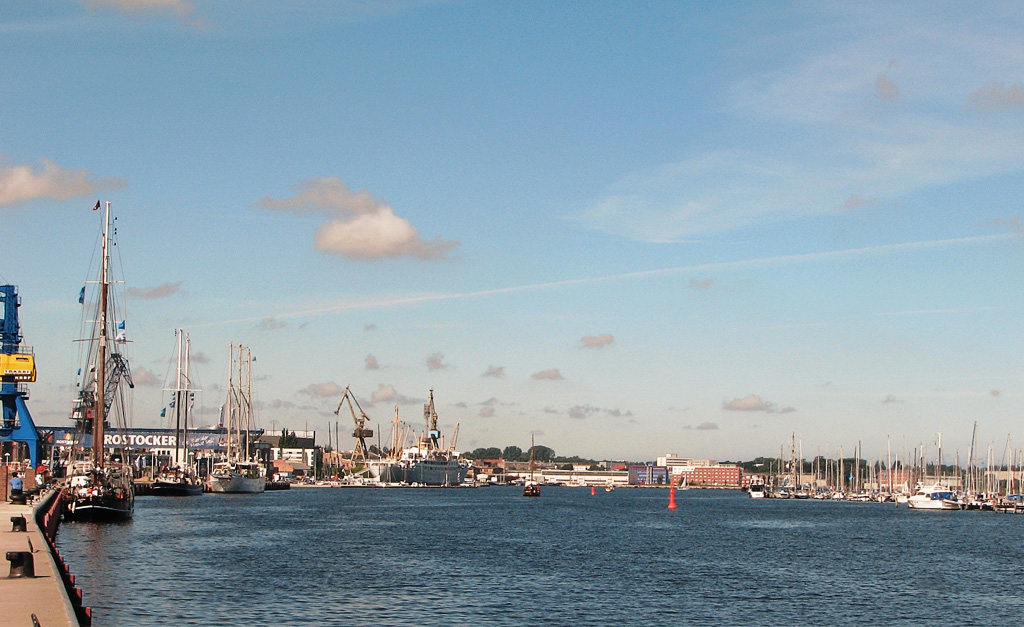
罗斯托克港

北部的罗斯托克区、什未林区和新勃兰登堡区是东德主要的农业区。临近波罗的海的罗斯托克区发展航运业，其中的罗斯托克港具有发达的造船业，它也是与苏联东欧最重要的贸易港口。此外什未林和新勃兰登堡具有发达的金属加工业和轻工业。

#### 中央地区
马格德堡区、波茨坦区、奥得河畔法兰克福区、科特布斯区农业蓬勃发展。科特布斯是东德最大的褐煤产区，区内的能源产业占东德能源生产的约40%。由于东德政府的投资和建设，艾森许滕施塔特（原斯大林施塔特）具有发达的钢铁工业，其发展水平与西德相当。马格德堡发展机械制造业。

#### 东柏林地区

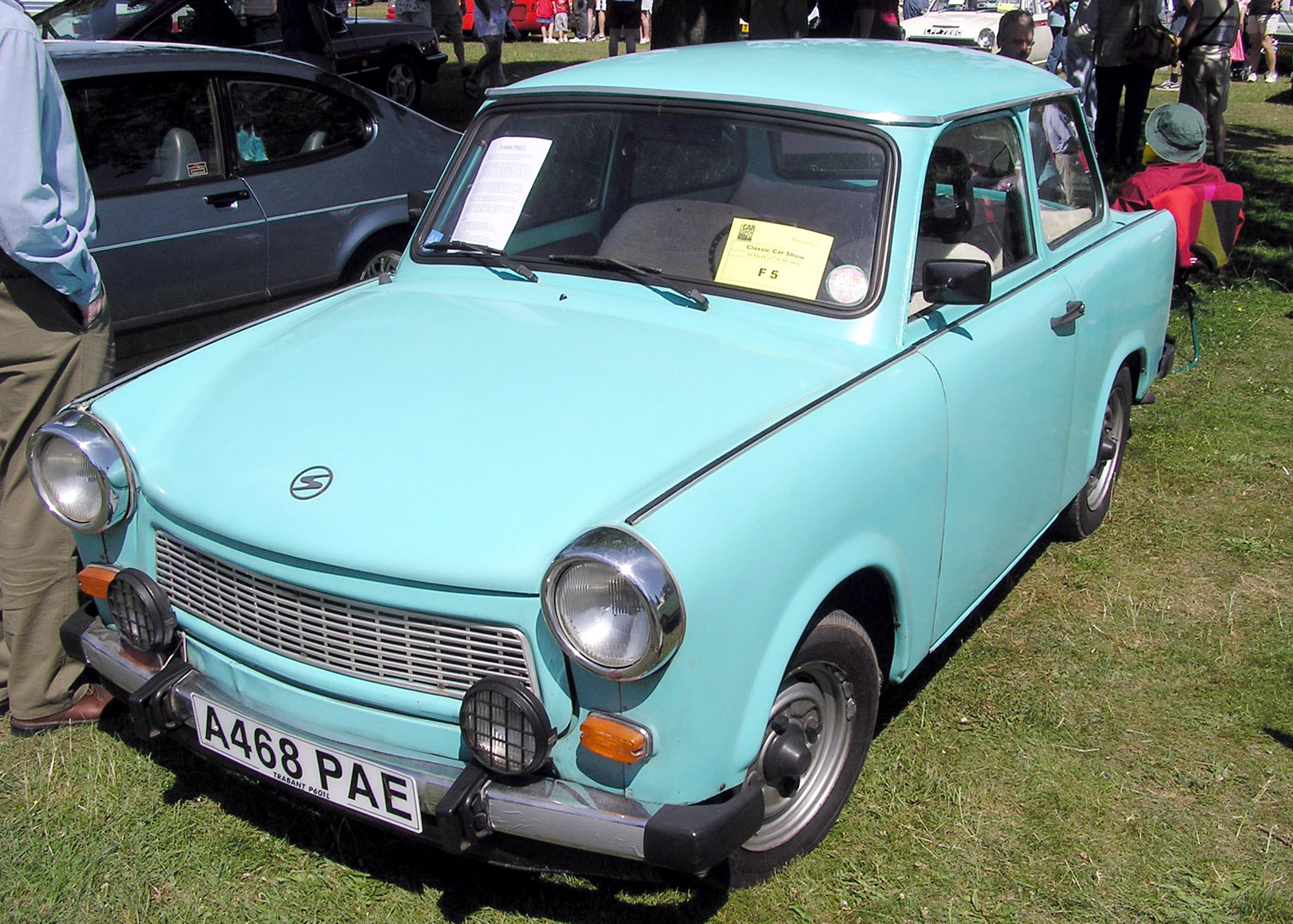
特拉贝特轿车，是东德的标志产品

东柏林地区的工业、通信、服务业蓬勃发展。东柏林保留有西门子公司和AEG公司，发展电器及电子产业。

#### 南部地区
德累斯顿区、卡尔·马克思城区、莱比锡区、哈雷区是东德南部的工业区。哈雷区具有繁荣的化工行业，占东德生产总量的约40%。卡尔·马克思城区的纺织行业更是一枝独秀，占东德的总产量的50%。此外茨维考还是著名的特拉贝特轿车的产地。

#### 西南部地区
埃尔福特区，格拉区，苏尔区也是东德的主要工业区。爱尔福特和耶拿主要为电子和光学行业，艾森纳赫发展汽车制造业。

## 环境
2009年最近的一项研究表明，东德的生态环境可以被形容为是“灾难性的”。由于广泛使用褐煤，该国排放的二氧化硫和粉尘是所有欧洲国家中最高的。由于空气污染，男性支气管炎、肺气肿和哮喘死亡率是欧洲平均水平的两倍多。约有120万人不能获得符合标准的饮用水，1989年的东德的所有湖泊和河流中只有1%到3%没有被污染，只有58%的居民生活在有污水处理厂的地方，森林面积的52%被破坏。仅有不超过40%的废物被妥善处理，对于危险废物亦没有高温焚化炉。1970年当局以环境数据会被阶级敌人用来抹黑为由，将环境数据列为“机密信息”。20世纪80年代初后将其在档案局定为“机密资料”。任何对环境政策的批评也会被无情地镇压。
东德通过从西方国家的进口废弃物（主要是德意志联邦共和国）获取外汇收入。对西德企业而言，将废物运送到东德处理的成本仅是送到西德垃圾填埋场处理成本的十分之一，因此尽管运输费用相对较高，西德企业及地方政府会选择运送废弃物至东德。处置废弃物得到的收入通常由地区商业协调委员会和国家安全部管理，很大一部分资金被转移至所谓的“昂纳克账户”和“米尔克帐户”上，并由居住在万德利茨的统一社会党精英阶层使用。1980年代中后期，西德以及东德居民的环保意识得到了增强，对于东德进口废弃物采取消极的态度，但东德处理进口废弃物时并不能达到西德的环境标准。讽刺的是，1990年德国统一后这些垃圾填埋场又被德意志联邦共和国接管。
东德生产的特拉贝特和瓦尔特汽车使用过时的二冲程发动机，其废气对环境造成了显著污染。由于其中含有烃，废气具有明显气味和颜色。而同时期四冲程且不加装催化转换器的发动机相比而言，其氮氧化物排放只有两冲程发动机的十分之一，这是导致酸雨和煙霧的原因。其一氧化碳排放尚在正常标准内。

## 交通

德国国营铁路的标志

### 公路
1960年东德具有12,335公里的国道，33,144公里的区级道路和1,378公里的高速公路。高速公路允许的最高速度为100公里/小时。

### 铁路
德国国营铁路于1949年在苏占区成立，部分继承自原德意志国铁路。1993年和西德的德国联邦铁路合并，于1994年共同成立德国铁路股份公司。

### 航空
国际航空公司是东德的国家航空公司，其下属部门也负责管理所有其他商业飞行活动（农用飞机、交通管制、机场管理）。成立于1958年，1991年被解散。

### 东德过境交通
依照1945年波茨坦会议的规定：
14条：德国分区占领期间应被视为一个单一经济体，为此应在以下领域确立共同的政策：

……

G）交通运输系统

并在实施时适当考虑当地条件。

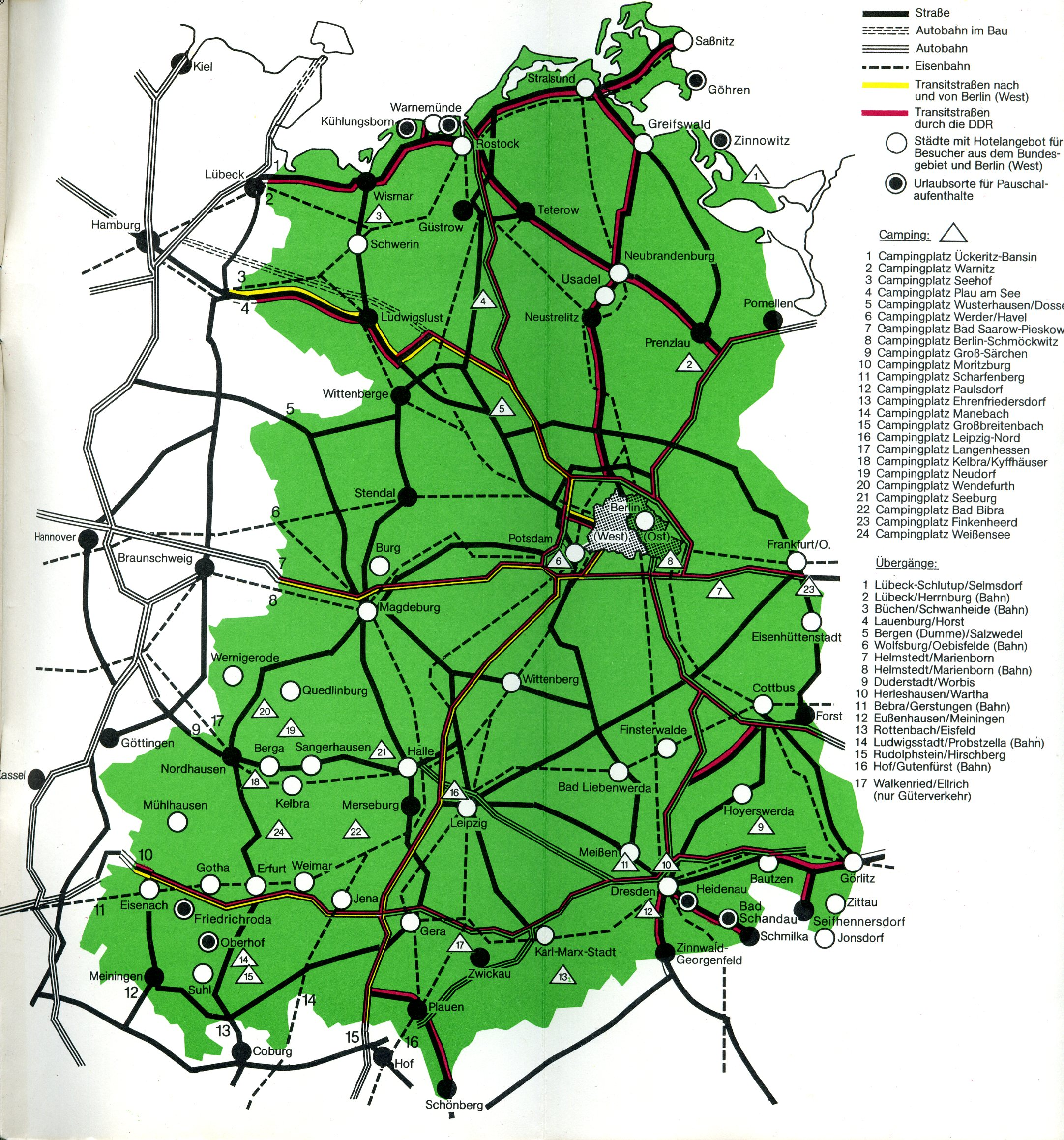
西德通往西柏林的过境交通

西德公民被允许通过东德交通往来西柏林，1972年5月26日两德签订了《过境协定》更使其常态化。
通过公路过境的旅客被严格禁止与东德公民的直接贸易和接触。并且必须尽可能不中断地通过，只被允许在高速公路休息区或加油站短暂停留。为了检查高速公路上的情况，史塔西有时会驾驶西德车辆冒充西德旅客监视海关和高速公路工作人员。
乘火车通往西柏林的旅客在东德边境换乘东德列车，由于快速通过沿途的所有东德车站，这种列车得名绰号“电鳗”（Zitteraal）。《过境协定》签订后旅客数量显著增加，为了提高过境列车的利用率有时编挂列车节数多达15辆，这是欧洲铁路客运列车所允许的最大长度。
过境签证费和过境交通收费为东德提供了显著的经济利益。有时西德政府会报销个别旅客的签证费。1972年后达成了过境协议，签证费用将统一支付给东德政府而不单独收费。

## 文化
|                                                              | 文学和美术是从属于政治的，但显然它们对政治又会产生很大的影响力。艺术思想要沿着政治斗争的方向前进。 |
| ——奥托·格罗提渥，1951年3月17日第五届统一社会党中央委员会全会 | |

德意志民主共和国文化的官方任务是促进社会主义。东德宪法第18条“社会主义文化”指出国家宪法保护并提倡服务社会主义的艺术。宪法后期又另外指出“艺术的创作基础是艺术家与人民生活的密切联系。”20世纪50年代东德官方鼓励“社会主义现实主义”的艺术形式，以期望艺术能够描绘社会主义的生活并且显示在东德工作和生活的幸福。东德从国家层面引导文化和教育的发展。1968年宪法提出倡导社会主义文化，丰富劳动人民的文化生活，并且艺术家贴近人民：“将健身、体育和旅游疗养作为社会主义文化的元素，促进全体公民身体和智力的全面发展。”
在1957年东德只有86座剧院、40个交响乐团、11,092座图书馆、284家博物馆、803座文化中心、451家俱乐部、6个艺术合唱团和3078家电影院；而在1988年分别为18,505座图书馆、1838座文化中心、962座青年俱乐部和111家音樂學院、213家剧院、88个乐团、808个电影院、741个博物馆和117个动物园。

### 音乐
|                                                       | 我们真的需要模仿那些西方的颓废音乐吗？同志们，我认为，那只不过是单调重复的Je-Je-Je罢了，除此之外没有别的。 |
| ——瓦尔特·乌布利希，1965年12月第11届统一社会党代表大会 | |

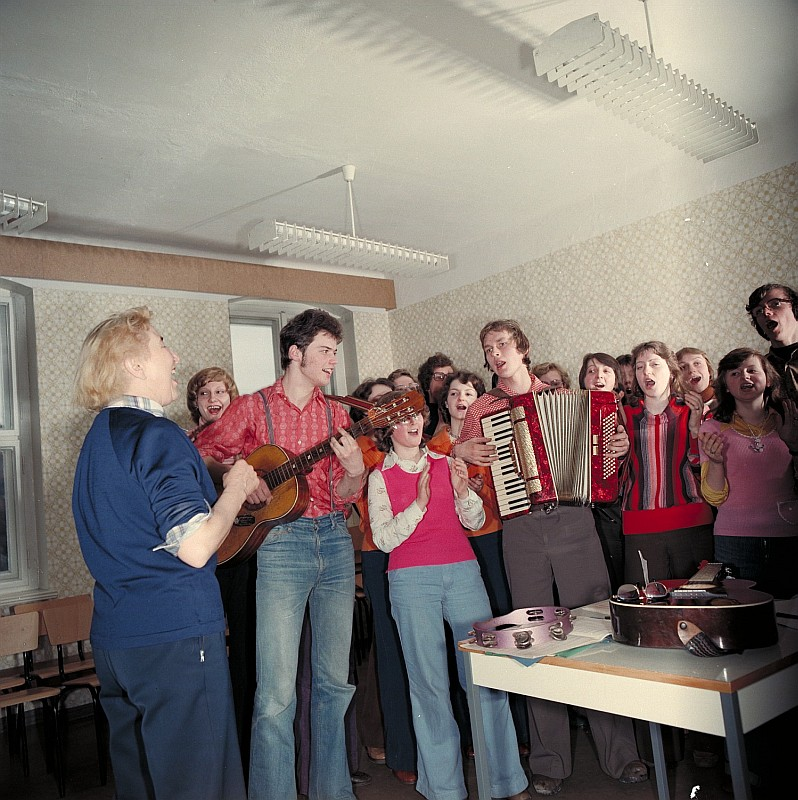
1978年的东德合唱小组

由于西德电视和广播可以覆盖东德的大多数区域，西方对东德音乐影响很大。西方的影响致使东德境内产生了许多地下流行乐小组。在东德，Puhdys和Karat是较受欢迎的主流乐队，大多数艺术家使用国营AMIGA唱片的厂牌。像其他东欧国家一样，摇滚乐被视为“西方颓废的象征”，但常常以舞蹈音乐、轻音乐的形式传播且仅被允许以德语演唱。虽然年轻人并不认同这种做法，但这是统一社会党领袖的规定。这样做的另外一个原因是当局需要仔细检查歌词内容是否包含反政府倾向。
政府对古典音乐持支持态度，大致保留了五十余个交响乐团，例如柏林的柏林音乐厅管弦乐团等。东德政府尤其重视在东德领土上出生的巴赫，在巴赫出生地艾森纳赫亦花费许多资金建成了博物馆，在莱比锡巴赫档案馆收藏了他的许多信件和其作品的演奏录音。每隔两年许多东德儿童会到东柏林参加巴赫音乐演奏比赛，每隔四年将举行国际性的巴赫钢琴及弦乐演奏比赛。
巧合的是，東德國歌『從廢墟中崛起』的作曲家汉斯·艾斯勒正是在巴赫故去之地萊比錫誕生的。

### 电视和广播

西德德国电视一台（德國公共廣播聯盟）在东德的覆盖范围，黑色地区被东德人称为“无知山谷”，红点为西德发射站

德意志民主共和国境内的电视台和广播电台受国家控制。民主德国广播电台是自1952年到德国统一期间东德的官方广播电台。东德官方的对外广播电台是柏林国际广播电台。然而，西方电台和电视台的信号可以容易地在东德境内接受到。西柏林的美国占领区广播电台（RIAS）亦是专门为东德听众制作节目的电台。
东德的国家电视台是民主德国电视台（1990年后更名为德国电视台），建立于1952年，下分两个国家级电视台：DFF1台和DFF2台，德国统一后此两台变为地区性的电视台：中德广播公司（MDR）和柏林-勃兰登堡广播公司（RBB）。
对于收看西德电视节目的家庭，房顶的电视天线角度会有所不同。在20世纪50年代到60年代，这些收看西德电视节目的人往往会被爱国的邻居或是自由德国青年团员告发。然而80年代后当局容忍了收看西方电视节目的行为，甚至允许带有既接收东德电视节目又接收西方电视节目的大型天线和有线电视存在。东德电视台亦制作了《黑频道》等节目应对东德居民普遍收看西德节目的现实，但收效甚微。据莱比锡青年中心统计，从1976年到1988年每天只看西德电视年轻人比例从14%提高到了56%。

### 著名建筑

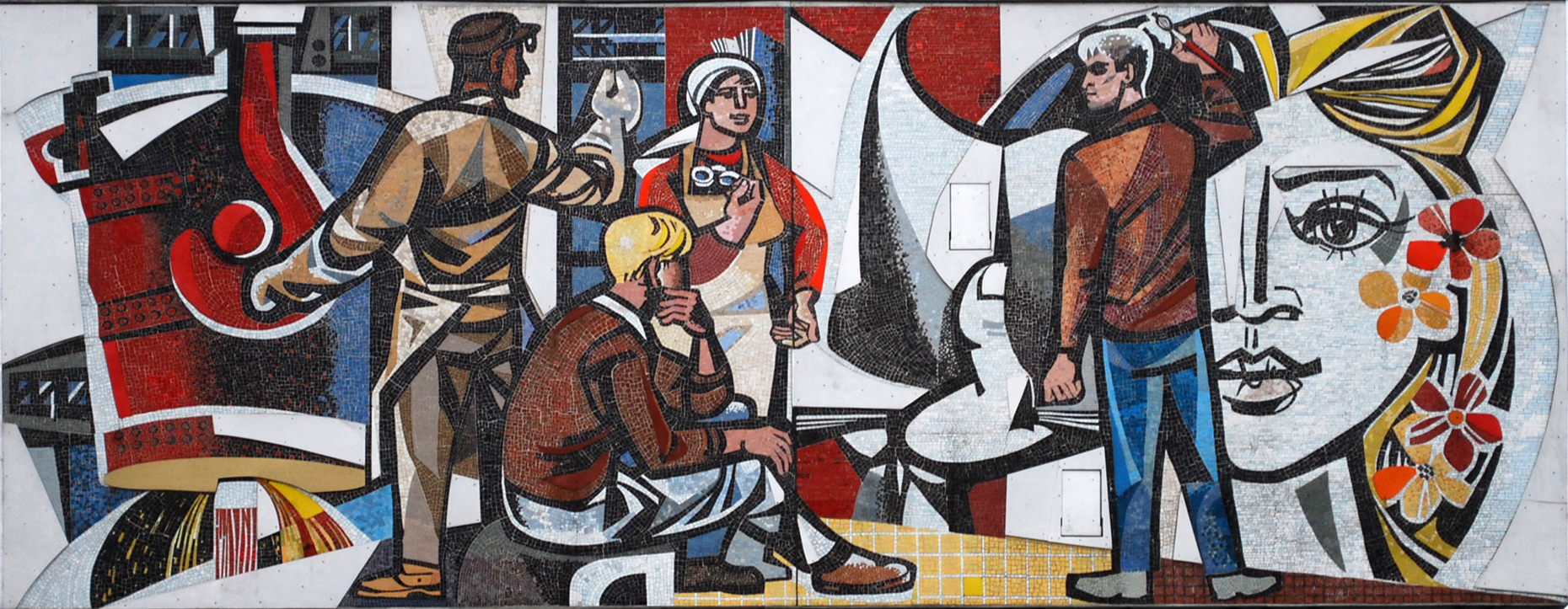
教师之家的壁画

- 柏林东站
- 柏林紅色市政廳
- 柏林－舍讷费尔德机场
- 共和國宮
- 亚历山大广场
- 烏拉尼亞世界鐘
- 柏林电视塔
- 教师之家
- 马克思-恩格斯广场
- 新崗哨
- 莱比锡布商大廈
- 森柏歌劇院
- 萊比錫民族大会战纪念碑

### 体育

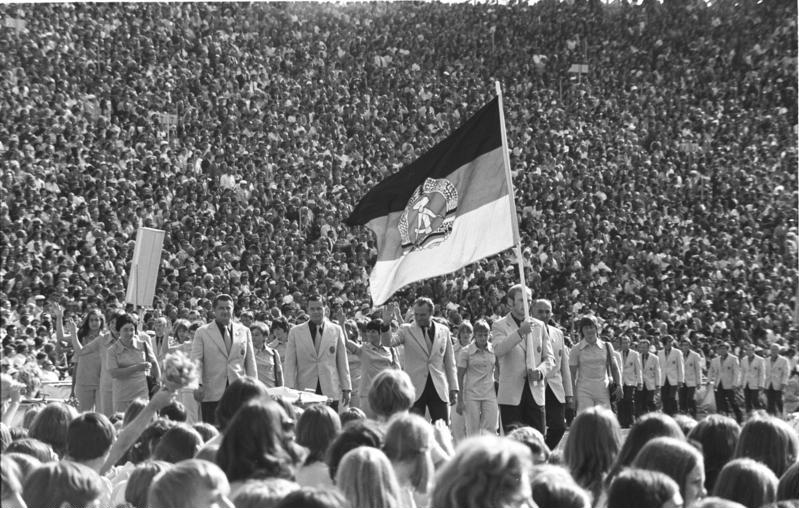
参加1972年慕尼黑奥运会的东德代表队

东德在自行车、举重、游泳、体操、田径、拳击、滑冰和冬季运动等项目具有领先地位，这主要归功于20世纪60年代中后期开始曼弗雷德·霍普纳医生的领导。
东德体育成功的一个原因是兴奋剂的使用，特别是合成代谢类固醇，这是一种在国际奥委会实验室检测出最多的兴奋剂。东德实施了部分国家主导的兴奋剂计划以帮助提高竞技成绩，使这个人口较少的国家成为在20世纪七八十年代获得了大量奥运会和世锦赛金牌。
成功的另一个因素是对东德年轻人的系统培养。鼓励在校体育教师寻找6至10岁具有天赋的儿童。对年龄较大的学生安排就读重视体育（例如帆船，足球和游泳）的文法学校。这一政策也被用于在音乐或数学方面有才华的学生。
|        | 夏季奥运会 | 夏季奥运会 | 夏季奥运会 | 夏季奥运会 | 夏季奥运会 | 冬季奥运会   | 冬季奥运会 | 冬季奥运会 | 冬季奥运会 | 冬季奥运会 |
| 年份   | 城市       | 金牌       | 银牌       | 铜牌       | 排名       | 城市         | 金牌       | 银牌       | 铜牌       | 排名       |
| 1956年 | 墨尔本     | 1          | 4          | 2          |            | 科蒂纳丹佩佐 | 1          | 0          | 5          |            |
| 1960年 | 罗马       | 3          | 9          | 7          |            | 斯阔谷       | 2          | 1          | 0          |            |
| 1964年 | 东京       | 3          | 11         | 5          |            | 因斯布鲁克   | 2          | 2          | 0          |            |
| 1968年 | 墨西哥城   | 9          | 9          | 7          | 5          | 格勒诺布尔   | 1          | 2          | 2          | 10         |
| 1972年 | 慕尼黑     | 20         | 23         | 23         | 3          | 札幌         | 4          | 3          | 7          | 2          |
| 1976年 | 蒙特利尔   | 40         | 25         | 25         | 2          | 因斯布鲁克   | 7          | 5          | 7          | 2          |
| 1980年 | 莫斯科     | 47         | 37         | 42         | 2          | 普莱西德湖   | 9          | 7          | 7          | 2          |
| 1984年 | 洛杉矶     | 东德抵制   | 东德抵制   | 东德抵制   | 东德抵制   | 萨拉热窝     | 9          | 9          | 6          | 1          |
| 1988年 | 汉城       | 37         | 35         | 30         | 2          | 卡尔加里     | 9          | 10         | 6          | 2          |

## 教育

东德教育系统结构

在1957年东德有10,471座普通教育学校（包括1150座中学和373座高中），1988年公立学校的数量减少到5907座。1950年有1583座职业学校，而1988年为955座。在1957年有307座高级技术学校、46所高校（包括六所大学）和5个学院。1988年有237所学校、53个学院和大学。
东德从1960年为所有儿童设置了从幼儿园到理工中学的十年义务教育。东德教育系统的主要特点是：
- 八年级前所有儿童接受统一的课程教育，十年级后开始通过考试分流。
- 教育目标重视未来的工作需要。重视数学和自然科学，而人文学科上采用统一的教学标准。
- 教育单位负责使毕业生在社会主义社会充分就业。

而东德大学的退学率显著比西方国家低。教师和中央计划单位负责安排学生的升学和就业，选择职业的自由往往是有限的。

## 宗教

### 无神论
馬克思主義對宗教的論述基本上是無神論的，东德共产党寻求基督教與马克思主义的合作并且希望基督教社群参与到社会主义建设中来。在开始时无神论并不受到官方重视，在1950年代冷战紧张时期，无神论成为对国内外宣传的重点。大学中设置了“科学无神论”的学科并发表了许多相关的文献。在60年代晚期对无神论的宣传渐渐平息下来，但在1973年重新成为了官方和学术机构的研究重点。虽然对东德政治重视无神论，但这并不妨碍其与信仰宗教的东德公民的合作。

### 新教
宗教改革至第二次世界大戰時，东德地区90%都是路德派新教徒，在1956到1971年间东德路德教会改变对政府的反对态度开始合作。从东德成立开始，统一社会党即着力减少宗教对东德新一代的影响。教会因此开始开始保持同政府的距离，教会成员的减少和对青年信徒的歧视使在1956年时教会有条件地开始和政府合作。

### 天主教
德意志民主共和国境内的罗马天主教会和罗马教廷保持密切的联系，在战后早先几年，这种关系是紧张的。天主教会和部分主教拒绝与东德政权合作并不认同马克思主义学说，主教通常被史塔西严密监视。
1945年后天主教会和从德国东部领土迁移过来的天主教会完成了合并。1980年早期，政府期望和新任主教合作，但其仍通过主持未授权的集会和与国外联系等来保持与政府的相对独立。

## 假日

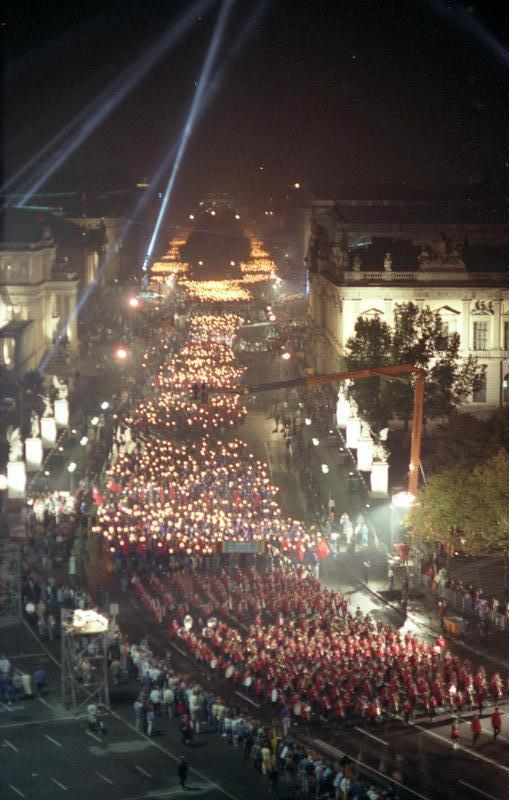
东德40周年国庆火炬游行

## 东德情结

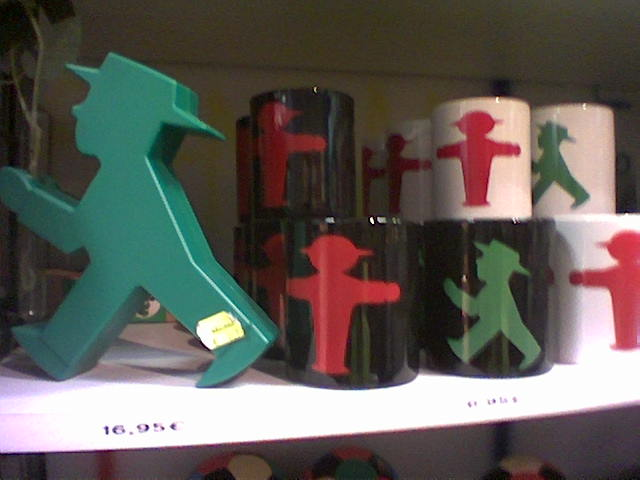
交通信号灯小人（Ampelmännchen）
东德情结的象征之一

东德情结（Ostalgie）来自德语中（东）和（怀念）两词。东德人最初对1990年冷战结束德国统一表示欣喜。但随后很多东德人发现一些西德人认为西德是统一的胜利者而东德是失败者，这导致了部分东德人对西德人的不满。另外在统一后数年东德的情况并不乐观，许多东德教授到西德寻找工作并且失业率激增。这些现象使许多东德人重新思考自己的角色并加强了他们对东德人这一身份的认同。这也导致了一些原东德居民怀念东德时期的部分事物，例如安排就业和一些国家福利。这在影片《再见列宁》中也有所反映。

## 外交
在1970年之前，只有26个国家与德意志民主共和国（东德）建交，1972年两德关系正常化后，东德的主权国家身份被越来越多国家所认同。截止1990年10月3日，承認德意志民主共和國的主權國家有共計139個，其中較早承認德意志民主共和國政府的有蘇聯、中華人民共和國、朝鮮民主主義人民共和國、越南民主共和国、古巴共和國等。1949年10月27日，德意志民主共和國同中華人民共和國建交，是为最早承認中華人民共和國政府的國家之一。此后德意志民主共和国成为仅次于苏联的中华人民共和国第二大援助国。同为分裂政权，東德與朝鲜關係密切，是第一個承認朝鲜民主主义人民共和国的東歐國家，也是朝鲜的第三大經濟支援與第一大學術來源。
兩德統一之前，雖然東德認為兩德為兩個主權國家，但西德並不承認東德為政權主體，因此兩國互設「常駐代表處」處理兩德事務，但事實上，其等級就是大使館，法源是基於《兩德基礎條約》的第八條設立。

### 主要经贸、军事往来对象
1. 苏维埃社会主义共和国联盟
2. 中华人民共和国（直至1960年代中苏决裂）
3. 南斯拉夫联邦人民共和国（後為 南斯拉夫社會主義聯邦共和國）
4. 阿尔巴尼亚人民共和国（直至1960年代苏阿决裂）
5. 保加利亞人民共和國
6. 波兰共和国（後為 波蘭人民共和國）
7. 捷克斯洛伐克共和国（後為 捷克斯洛伐克社会主义共和国）
8. 匈牙利人民共和国
9. 羅馬尼亞人民共和國（後為 罗马尼亚社会主义共和国）
10. 蒙古人民共和国
11. 柬埔寨人民共和國
12. 越南民主共和国（後為越南統一後的 越南社会主义共和国）
13. 老挝人民民主共和国
14. 也门民主人民共和国
15. 阿富汗民主共和國
16. 社会主义埃塞俄比亚（後為 衣索比亞人民民主共和國）
17. 索馬里民主共和國（直至1977年欧加登战争）
18. 剛果人民共和國
19. 安哥拉人民共和国
20. 莫桑比克人民共和国
21. 古巴共和国
22. 印度共和国
23. 印度尼西亚共和国（直至1965年九三〇事件）
24. 阿拉伯聯合共和國（後為 阿拉伯埃及共和國，直至1973年贖罪日戰爭）
25. 伊拉克共和国
26. 阿拉伯叙利亚共和国
27. 大阿拉伯利比亚人民社会主义民众国
28. 馬達加斯加民主共和國
29. 尼加拉瓜共和国
30. 塞舌尔共和国
31. 阿尔及利亚民主人民共和国
32. 格林纳达
33. 几内亚比绍共和国
34. 圣多美和普林西比民主共和国
35. 佛得角共和国